# Kitty (终端模拟器)
kitty是免費開源GPU加速的終端模擬器 ，適用於Linux與macOS，以及一些BSD distributions.  kitty以OpenGL渲染方式支援GPU加速，因重效率，故以C與Python混合程設來寫kitty。